# Третья линия (Казань)
Третья линия — третья проектируемая линия Казанского метрополитена. Должна открыться к 2040 году согласно Генплану Казани до 2040 года. Линия будет иметь пересадку на Центральную линию, Савиновскую линию, линию в аэропорт и станцию казанской городской электрички «Вахитово». Приволжская линия пройдет через микрорайон Суконная слобода в центре города (с пересадкой на одноимённую станцию), парк Горького и реку Казанку в «спальный» район Новое Савиново. Линия пойдет от посёлка Кадышево через северную и центральную части Ново-Савиновского района, деловые кварталы возле моста Миллениум, затем по улицам Вишневского, Эсперанто до района площади Вахитова.